# Acidobacteriales
Ordre
Les Acidobacteriales sont un ordre de bactéries de la division des Acidobacteria.

## Liste des familles
Selon BioLib (3 octobre 2020), Catalogue of Life (3 octobre 2020), ITIS (3 octobre 2020), NCBI (3 octobre 2020) et World Register of Marine Species (3 octobre 2020) :
- famille des Acidobacteriaceae

## Publication originale
(en) T Cavalier-Smith, « The neomuran origin of archaebacteria, the negibacterial root of the universal tree and bacterial megaclassification. », International Journal of Systematic and Evolutionary Microbiology, vol. 52, no 1,‎ 1er janvier 2002, p. 7–76 (ISSN 1466-5026 et 1466-5034, DOI 10.1099/00207713-52-1-7, lire en ligne, consulté le 3 octobre 2020).